# 罗敷站
罗敷站位于中国陕西省渭南市华阴市罗敷镇，建于1958年，为西安铁路局管辖的陇海铁路上三等站。罗敷站东距连云港站979公里，西距兰州站780公里。